# Frankofónia (film)
A Frankofónia (eredeti francia címén Francofonia) 2015-ös francia–német–holland dokumentum-játékfilm, rendezője Alekszandr Szokurov.

## Történelmi háttér
A történet valós történelmi eseményekre épül. 1940. június 14-én Párizs kapitulált, a németek megszállták Franciaország területének nagy részét. A kormány és a közigazgatás vezetői elhagyták a fővárost. A kormányzati főtisztviselők közül csak Jacques Jaujard (1895–1967), a Louvre igazgatója maradt szolgálati helyén, hogy múzeumának kincseit biztonságba menekíthesse. A német Kunstschutz bizottság vezetője, Franz von Wolff-Metternich (1893–1978) német arisztokrata, birodalmi főtisztviselő Párizsba érkezett, hogy a kiválasztott francia műkincseket biztonságba helyezze (azaz Németországba szállítsa). Jaujard és Wolff-Metternich óvatos és titkos együttműködése révén a Louvre műtárgyainak nagy részét sikerült francia földön tartani. 1942-ben a megszálló hatóságok felfedték a páros működését, Wolff-Metternichet leváltották és visszarendelték Berlinbe, Jaujard vidékre menekült (Lozère megyébe). A háború után mindketten megkapták a Francia Köztársaság Becsületrendjét.

## Cselekmény
|  | Alább a cselekmény részletei következnek! |

A cselekmény több párhuzamos szálon fut. Jaujard múzeumigazgató irodájában hűvös udvariassággal fogadja a hozzá érkező Wolff-Metternich grófot, a német Kunstschutz vezetőjét, aki azzal a megbízással érkezik, hogy a múzeum értékeit német felügyelet alá helyezze. A két férfi visszafogott beszélgetések során óvatosan tapogatja ki egymás szándékait. Jaujard szerencséjére Wolf-Metternich konzervatív gondolkodású, művelt úriember, aki titokban hajlandó szabotálni feletteseinek utasításait, és szemet hunyni afölött, hogy a Louvre műtárgyait Jaujard elszállíthassa biztonságos rejtekhelyekre, óvóhelyekre, vidéki kastélyokba. Néhány tárgyat „feláldoznak”, átadnak a megszállóknak, a többi menekítése érdekében.
A másik szál Szokurov nagyszabású, lenyűgöző víziója a Louvre történetéről és gyűjteményéről. A rendező, egyben a film orosz nyelvű narrátora, látványos képsorokkal, drónról felvett képfolyamokkal mutatja be az épületet és a mesterműveket. Feszegeti a műtárgyak eredetét is, hiszen számos remekmű francia hódító hadjáratokban szerzett zsákmányként került a Louvre-ba. Vizsgálja azt az erkölcsi helyzetet, hogy a rablott kincseket most maguknak a franciáknak kell menteniük az őket megszálló idegen hatalom hasonló szándéka elől. A múzeum épületében kalandozó rendező megidézi Napóleon császárt, a Louvre gyűjteményének „gazdagítóját” és Marianne-t, a Francia Köztársaság jelképes megtestesítőjét is, akik megjegyzéseket fűznek a rendező-narrátor meditációjához. Napóleon széles gesztussal mutat a hatalmas vásznakra: „Ugyan mi másért indítunk hadjáratokat, ha nem ezek megszerzéséért?”
A harmadik szál egy fiktív kortárs történés: A narrátor időről időre rádiókapcsolatba lép bizonyos Dirk hajóskapitánnyal, akinek hajója felbecsülhetetlen értékű rakományt szállít. Az utalások szerint egy nemzet teljes anyagi kultúrkincsét. A hajó viharban vergődik, végveszélyben van, a kapitány szerint a hajót csak rakományának vízbe vetése árán lehet megmenteni. Jelképes alapkérdéssé nő: egy ország feláldozhatja-e pótolhatatlan örökségének egy részét, hogy a maradékot megmenthesse? Az orosz születésű rendező emellett erőteljesen feszegeti azt az ellentmondást, vajon a megszállók Nyugat-Európában miért elsősorban az értékek megóvásával (és épségben való elrablásával) foglalkoztak, miközben Keleten (a megszállt szovjet területeken) inkább pusztították, égették a zsákmányként megszerzett, pótolhatatlan kulturális javakat. Mit jelent a Louvre Franciaország nélkül? Ezeket a kérdéseket a film nyitva hagyja.

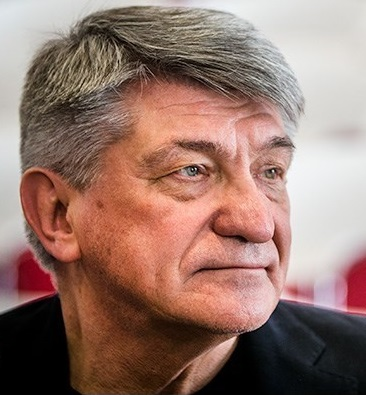
Alekszandr Szokurov filmrendező (2016)

|  | Itt a vége a cselekmény részletezésének! |

## Főszereplők
| Szerep                                          | Színész                  |
| ----------------------------------------------- | ------------------------ |
| Marianne (a Francia Köztársaság megtestesítője) | Johanna Korthals Altes   |
| Napoléon Bonaparte tábornok, császár            | Vincent Nemeth           |
| Jacques Jaujard                                 | Louis-Do de Lencquesaing |
| Franz von Wolff-Metternich                      | Benjamin Utzerath        |
| Komornyik                                       | Léolo Victor-Pujebet     |
| Narrátor hangja                                 | Alekszandr Szokurov      |

## A film bemutatása
A filmet először a 2015-ös Velencei Nemzetközi Filmfesztiválra nevezték, bekerült annak hivatalos programjába, itt mutatták be először, szeptember 4-én. Ezt követte a franciaországi bemutató, 2015. november 11-én, a fegyverszünet napján. Magyarországon 2016. július 21-én jelent meg az Art Mozik hálózatában.

## Forgatási helyszínek
A film képsorait az alábbi helyszíneken forgatták:
- Párizs 1. kerületében, a Musée du Louvre palotájának termeiben.
- Párizs 1. kerületében, a Tuileriák kertjében (a Louvre környezetében).
- Párizs 6. kerületében, a Rue de l’Échaudé-ban(wd) (keskeny óvárosi utca, drónos felvételek).
- a Sourches-kastélyban(wd) (Saint-Symphorien, Sarthe megye). Itt számos nagyméretű mesterművet rejtettek el a világháború alatt.
- dokumentumfilm-részletek a háborús évekből (Szovjetunió, Franciaország, Hollandia).
- dokumentumfilm-részletek viharos tengeren hánykolódó kereskedelmi hajóról.

## Díjak
- 2015: Velencei Nemzetközi Filmfesztivál, hivatalos kiválasztás.

## Kapcsolódó információ
- Jean-Christophe Ferrari (2015. november 1.). „„Elégie de la traversée”” (francia nyelven). Positif, Paris (657), 46-47. o, Kiadó: Institut Lumière / Actes Sud. ISSN 0048-4911.
- Peter Bradshaw: Francofonia review – eerie look at the Louvre’s vulnerable freight (angol nyelven). theguardian.co.uk, 2015. szeptember 4. [2019. december 6-i dátummal az eredetiből archiválva]. (Hozzáférés: 2019. december 6.)
- Wendy Ide: Francofonia review – look, but don’t listen. The pompous narrative mars this occasionally profound history of the Louvre (angol nyelven). theguardian.co.uk, 2016. november 13. [2019. december 6-i dátummal az [ eredetiből] archiválva]. (Hozzáférés: 2019. december 6.)
- Francofonia. Official Trailer (Madman Films). YouTube.com, 2016. május 26. (Hozzáférés: 2019. december 20.)
- Francofonia. Official Trailer (Music Box Films). YouTube.com, 2016. március 2. (Hozzáférés: 2019. december 20.)